# Jesse Klaver
Jesse Feras Klaver (født 1. maj 1986 i Roosendaal) er en hollandsk politiker, som 12. maj 2015 blev leder af GroenLinks, som Klaver repræsenterer i Nederlandenes parlaments underhus.
Jesse Klavers mor er af hollandsk/indonesisk afstamning, mens faren stammer fra Marokko.